# Голинний Іван Олексійович
Іван Олексійович Голинний (23 червня 1907, місто Дубоссари, тепер Молдова — ?) — український радянський діяч, завідувач адміністративного відділу ЦК КПУ.

## Біографія
З вересня 1929 по 1931 рік служив у Червоній армії.
Член ВКП(б) з 1931 року.
У листопаді (затв.) 1938 — 1939 року — завідувач культосвітнього відділу Кам'янець-Подільського обласного комітету КП(б)У.
До червня 1941 року перебував на партійній роботі в Львівській області.
З червня 1941 року — в Червоній армії, призваний Львівським обласним військовим комісаріатом РСЧА. Учасник німецько-радянської війни з травня 1942 року. У 1942—1943 роках — заступник із політичної частини начальника санітарно-епідеміологічного загону 41-ї армії Калінінського фронту. З 1943 року — інструктор відділу кадрів політичного управління Степового фронту. У 1944—1945 роках — інструктор, старший інструктор відділу кадрів політичного управління 2-го Українського фронту.
До лютого 1951 року — завідувач сектору адміністративного відділу ЦК КП(б)У.
У лютому 1951 — травні 1952 року — заступник завідувача адміністративного відділу ЦК КП(б)У. З жовтня 1951 до травня 1952 року виконував обов'язки завідувача адміністративного відділу ЦК КП(б)У.
У травні 1952 — червні 1953 року — завідувач адміністративного відділу ЦК КП(б)У.
З червня 1953 до серпня 1954 року — заступник завідувача відділу адміністративних і торговельно-фінансових органів ЦК КПУ.
З серпня 1954 року — заступник завідувача адміністративного відділу ЦК КПУ.
З червня 1956 до травня 1960 року — заступник міністра внутрішніх справ Української РСР та член колегії Міністерства внутрішніх справ Української РСР.
З травня 1960 року — начальник управління виправно-трудових установ та член колегії Міністерства внутрішніх справ Української РСР.
Подальша доля невідома. На 1985 рік — персональний пенсіонер.

## Звання
- політрук
- майор

## Нагороди
- три ордени Вітчизняної війни ІІ ст. (30.03.1944, 30.04.1945, 6.04.1985)
- медаль «За бойові заслуги» (19.02.1943)
- медаль «За перемогу над Німеччиною у Великій Вітчизняній війні 1941—1945 рр.» (1945)
- медалі